# Yunnan-Universität

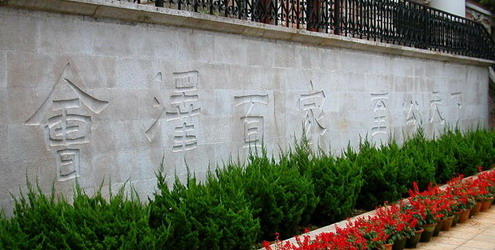
Mauer mit eingraviertem Slogan der Uni

Die Yunnan-Universität (chinesisch 云南大学, Pinyin Yunnan Dàxué) ist eine staatliche Universität in der Volksrepublik China. 
Sie hat ihren Sitz in Kunming, der Hauptstadt der Provinz Yunnan. 
Die Yunnan-Universität gehört zu den Universitäten des Projekts 211 und hatte 2005 rund 20.000 Studenten und über 2.000 wissenschaftliche Angestellte.
Weltweiten Ruf erwarb die Universität durch die Entdeckung der Chengjiang-Faunengemeinschaft und den Aufbau des Yunnan Key Laboratory for Palaeobiology (chinesisch 云南省古生物研究重点实验室, Pinyin Yún nán shěng gǔ shēng wŭ yán jiū zhòng diǎn shí yàn shì) durch Hou Xianguang.